# Lista de vencedores de corridas da Fórmula 1
Esta é uma lista de vencedores de corridas da Fórmula 1, o principal campeonato de automobilismo do mundo, organizada pela Federação Internacional do Automóvel (FIA). O Campeonato Mundial de Fórmula 1 consiste numa série de corridas, conhecidas como Grandes Prêmios (do inglês: Grand Prix, realizados normalmente em pistas ou casualmente em ruas fechadas das cidades. O Grande Prêmio mais famoso é o Grande Prêmio de Mônaco, em Monte Carlo. Os resultados de cada corrida são somados e definem atualmente dois campeões: pilotos e construtores.

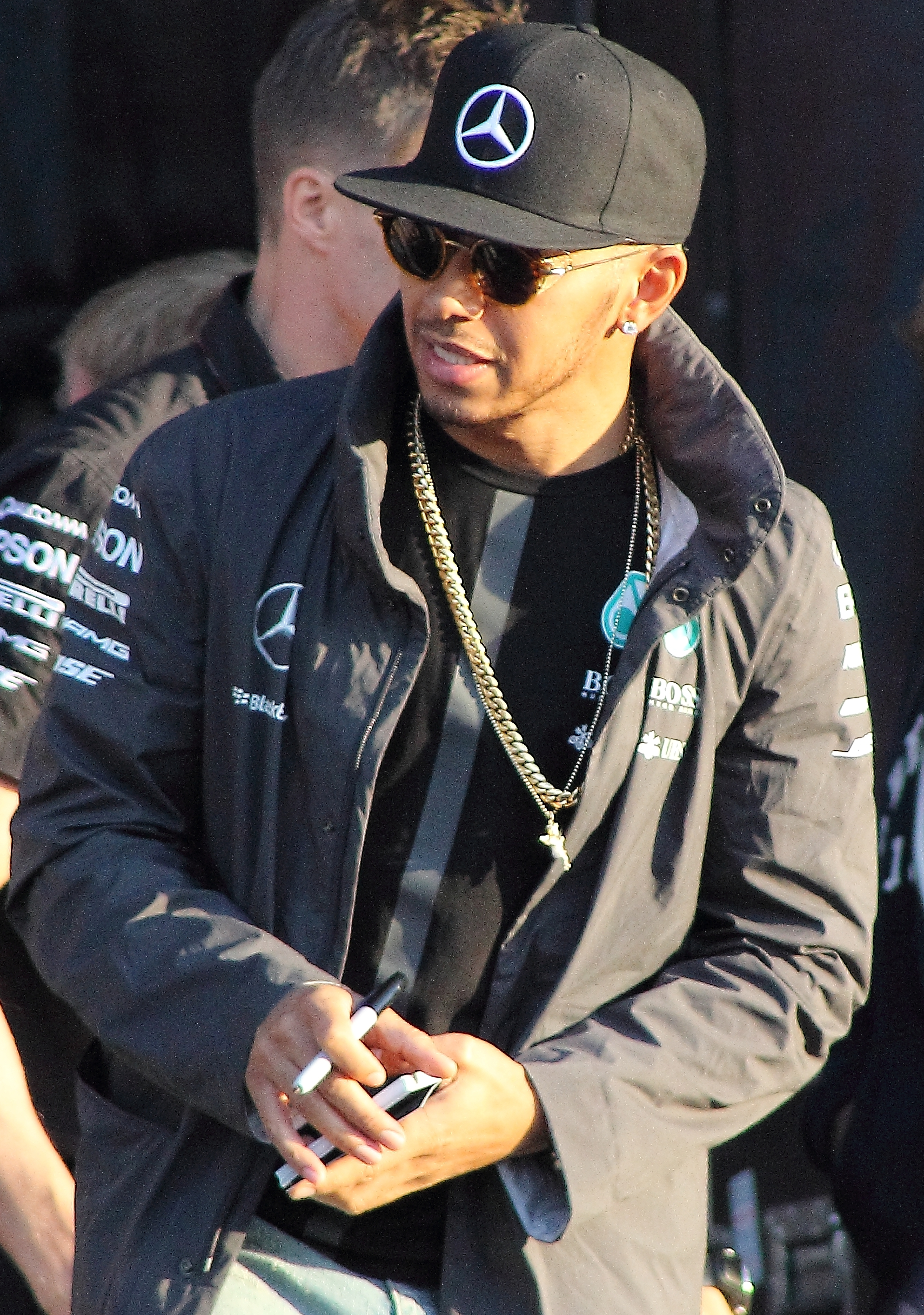
Lewis Hamilton, maior vencedor, com 105 vitórias.

Lewis Hamilton detém o recorde de mais vitórias em Grandes Prêmios, tendo vencido 105 corridas. Hamilton também detém a distinção do maior tempo entre a sua primeira e última vitória. Sua primeira vitória em Grandes Prêmios ocorreu em 2007 no Grande Prêmio do Canadá, e a última em 2024, no Grande Prêmio da Bélgica, uma diferença de 17 anos e 54 dias. O mais jovem vencedor de uma corrida é Max Verstappen, o qual triunfou com 18 anos e 228 dias quando venceu o Grande Prêmio da Espanha de 2016. Luigi Fagioli é o mais velho vencedor de uma corrida; tendo vencido o Grande Prêmio da França de 1951 com 53 anos e 22 dias. Até o Grande Prêmio da Hungria de 2025, 115 pilotos haviam vencido pelo menos uma corrida.

## Por piloto
- Atualizado após o Grande Prêmio da Hungria de 2025.

| Legenda | Legenda                       |
| ------- | ----------------------------- |
|         | Campeões da Fórmula 1         |
| Negrito | Competem na temporada de 2025 |

| #  | País           | Piloto                | Vitórias | Temporadas                       | Primeira vitória    | Última vitória        |
| -- | -------------- | --------------------- | -------- | -------------------------------- | ------------------- | --------------------- |
| 1  | Reino Unido    | Lewis Hamilton        | 105      | 2007–presente                    | Canadá 2007         | Bélgica 2024          |
| 2  | Alemanha       | Michael Schumacher    | 91       | 1991–2006, 2010–2012             | Bélgica 1992        | China 2006            |
| 3  | Países Baixos  | Max Verstappen        | 65       | 2015–presente                    | Espanha 2016        | Emília-Romanha 2025   |
| 4  | Alemanha       | Sebastian Vettel      | 53       | 2007–2022                        | Itália 2008         | Singapura 2019        |
| 5  | França         | Alain Prost           | 51       | 1980–1991, 1993                  | França 1981         | Alemanha 1993         |
| 6  | Brasil         | Ayrton Senna          | 41       | 1984–1994                        | Portugal 1985       | Austrália 1993        |
| 7  | Espanha        | Fernando Alonso       | 32       | 2001, 2003–2018, 2021–presente   | Hungria 2003        | Espanha 2013          |
| 8  | Reino Unido    | Nigel Mansell         | 31       | 1980–1992, 1994–1995             | Europa 1985         | Austrália 1994        |
| 9  | Reino Unido    | Jackie Stewart        | 27       | 1965–1973                        | Itália 1965         | Alemanha 1973         |
| 10 | Reino Unido    | Jim Clark             | 25       | 1960–1968                        | Bélgica 1962        | África do Sul 1968    |
| 10 | Áustria        | Niki Lauda            | 25       | 1971–1979, 1982–1985             | Espanha 1974        | Países Baixos 1985    |
| 12 | Argentina      | Juan Manuel Fangio    | 24       | 1950–1951, 1953–1958             | Mônaco 1950         | Alemanha 1957         |
| 13 | Brasil         | Nelson Piquet         | 23       | 1978–1991                        | Oeste dos EUA 1980  | Canadá 1991           |
| 13 | Alemanha       | Nico Rosberg          | 23       | 2006–2016                        | China 2012          | Japão 2016            |
| 15 | Reino Unido    | Damon Hill            | 22       | 1992–1999                        | Hungria 1993        | Bélgica 1998          |
| 16 | Finlândia      | Kimi Räikkönen        | 21       | 2001–2009, 2012–2021             | Malásia 2003        | Estados Unidos 2018   |
| 17 | Finlândia      | Mika Häkkinen         | 20       | 1991–2001                        | Europa 1997         | Estados Unidos 2001   |
| 18 | Reino Unido    | Stirling Moss         | 16       | 1950–1962                        | Grã-Bretanha 1955   | Alemanha 1961         |
| 19 | Reino Unido    | Jenson Button         | 15       | 2000–2017                        | Hungria 2006        | Brasil 2012           |
| 20 | Reino Unido    | Graham Hill           | 14       | 1958–1975                        | Países Baixos 1962  | Mônaco 1969           |
| 20 | Austrália      | Jack Brabham          | 14       | 1955–1970                        | Mônaco 1959         | África do Sul 1970    |
| 20 | Brasil         | Emerson Fittipaldi    | 14       | 1970–1980                        | Estados Unidos 1970 | Grã-Bretanha 1975     |
| 23 | Itália         | Alberto Ascari        | 13       | 1950–1955                        | Alemanha 1951       | Suíça 1953            |
| 23 | Reino Unido    | David Coulthard       | 13       | 1994–2008                        | Portugal 1995       | Austrália 2003        |
| 25 | Estados Unidos | Mario Andretti        | 12       | 1968–1972, 1974–1982             | África do Sul 1971  | Países Baixos 1978    |
| 25 | Argentina      | Carlos Reutemann      | 12       | 1972–1982                        | África do Sul 1974  | Bélgica 1981          |
| 25 | Austrália      | Alan Jones            | 12       | 1975–1981, 1983, 1985–1986       | Áustria 1977        | Las Vegas 1981        |
| 28 | Canadá         | Jacques Villeneuve    | 11       | 1996–2006                        | Europa 1996         | Luxemburgo 1997       |
| 28 | Brasil         | Felipe Massa          | 11       | 2002, 2004–2017                  | Turquia 2006        | Brasil 2008           |
| 28 | Brasil         | Rubens Barrichello    | 11       | 1993–2011                        | Alemanha 2000       | Itália 2009           |
| 31 | Reino Unido    | James Hunt            | 10       | 1973–1979                        | Países Baixos 1975  | Japão 1977            |
| 31 | Suécia         | Ronnie Peterson       | 10       | 1970–1978                        | França 1973         | Áustria 1978          |
| 31 | África do Sul  | Jody Scheckter        | 10       | 1972–1980                        | Suécia 1974         | Itália 1979           |
| 31 | Áustria        | Gerhard Berger        | 10       | 1984–1997                        | México 1986         | Alemanha 1997         |
| 31 | Finlândia      | Valtteri Bottas       | 10       | 2013–presente                    | Rússia 2017         | Turquia 2021          |
| 36 | Austrália      | Mark Webber           | 9        | 2002–2013                        | Alemanha 2009       | Grã-Bretanha 2012     |
| 36 | Reino Unido    | Lando Norris          | 9        | 2019–presente                    | Miami 2024          | Hungria 2025          |
| 38 | Bélgica        | Jacky Ickx            | 8        | 1967–1979                        | França 1968         | Alemanha 1972         |
| 38 | Nova Zelândia  | Denny Hulme           | 8        | 1965–1974                        | Mônaco 1967         | Argentina 1974        |
| 38 | Austrália      | Daniel Ricciardo      | 8        | 2011–presente                    | Canadá 2014         | Itália 2021           |
| 38 | Mônaco         | Charles Leclerc       | 8        | 2018–presente                    | Bélgica 2019        | Estados Unidos 2024   |
| 38 | Austrália      | Oscar Piastri         | 8        | 2023–presente                    | Hungria 2024        | Bélgica 2025          |
| 43 | França         | René Arnoux           | 7        | 1978–1989                        | Brasil 1980         | Países Baixos 1983    |
| 43 | Colômbia       | Juan Pablo Montoya    | 7        | 2001–2006                        | Itália 2001         | Brasil 2005           |
| 45 | Reino Unido    | Tony Brooks           | 6        | 1956–1961                        | Grã-Bretanha 1957   | Alemanha 1959         |
| 45 | Reino Unido    | John Surtees          | 6        | 1960–1972                        | Alemanha 1963       | Itália 1967           |
| 45 | Áustria        | Jochen Rindt          | 6        | 1964–1970                        | Estados Unidos 1969 | Alemanha 1970         |
| 45 | Canadá         | Gilles Villeneuve     | 6        | 1977–1982                        | Canadá 1978         | Espanha 1981          |
| 45 | França         | Jacques Laffite       | 6        | 1974–1986                        | Suécia 1977         | Canadá 1981           |
| 45 | Itália         | Riccardo Patrese      | 6        | 1977–1993                        | Mônaco 1982         | Japão 1992            |
| 45 | Alemanha       | Ralf Schumacher       | 6        | 1997–2007                        | San Marino 2001     | França 2003           |
| 45 | México         | Sergio Pérez          | 6        | 2011–2024                        | Sakhir 2020         | Azerbaijão 2023       |
| 53 | Itália         | Nino Farina           | 5        | 1950–1955                        | Grã-Bretanha 1950   | Alemanha 1953         |
| 53 | Suíça          | Clay Regazzoni        | 5        | 1970–1980                        | Itália 1970         | Grã-Bretanha 1979     |
| 53 | Reino Unido    | John Watson           | 5        | 1973–1983, 1985                  | Áustria 1976        | Estados Unidos 1983   |
| 53 | Itália         | Michele Alboreto      | 5        | 1981–1994                        | Las Vegas 1982      | Alemanha 1985         |
| 53 | Finlândia      | Keke Rosberg          | 5        | 1978–1986                        | Suíça 1982          | Austrália 1985        |
| 58 | Estados Unidos | Dan Gurney            | 4        | 1959–1968, 1970                  | França 1962         | Bélgica 1967          |
| 58 | Nova Zelândia  | Bruce McLaren         | 4        | 1959–1970                        | Estados Unidos 1959 | Bélgica 1968          |
| 58 | Reino Unido    | Eddie Irvine          | 4        | 1993–2002                        | Austrália 1999      | Malásia 1999          |
| 58 | Espanha        | Carlos Sainz Jr.      | 4        | 2015–presente                    | Grã-Bretanha 2022   | Cidade do México 2024 |
| 58 | Reino Unido    | George Russell        | 4        | 2019–presente                    | São Paulo 2022      | Canadá 2025           |
| 63 | Reino Unido    | Mike Hawthorn         | 3        | 1952–1958                        | França 1953         | França 1958           |
| 63 | Reino Unido    | Peter Collins         | 3        | 1952–1958                        | Bélgica 1956        | Grã-Bretanha 1958     |
| 63 | Estados Unidos | Phil Hill             | 3        | 1958–1964, 1966                  | Itália 1960         | Itália 1961           |
| 63 | França         | Didier Pironi         | 3        | 1978–1982                        | Bélgica 1980        | Países Baixos 1982    |
| 63 | Bélgica        | Thierry Boutsen       | 3        | 1983–1993                        | Canadá 1989         | Hungria 1990          |
| 63 | Alemanha       | Heinz-Harald Frentzen | 3        | 1994–2003                        | San Marino 1997     | Itália 1999           |
| 63 | Reino Unido    | Johnny Herbert        | 3        | 1989–2000                        | Grã-Bretanha 1995   | Europa 1999           |
| 63 | Itália         | Giancarlo Fisichella  | 3        | 1996–2009                        | Brasil 2003         | Malásia 2006          |
| 71 | Estados Unidos | Bill Vukovich         | 2        | 1951–1955                        | Estados Unidos 1953 | Estados Unidos 1954   |
| 71 | Argentina      | José Froilán González | 2        | 1950–1957, 1960                  | Grã-Bretanha 1951   | Grã-Bretanha 1954     |
| 71 | França         | Maurice Trintignant   | 2        | 1950–1964                        | Mônaco 1955         | Mônaco 1958           |
| 71 | Alemanha       | Wolfgang von Trips    | 2        | 1956–1961                        | Países Baixos 1961  | Grã-Bretanha 1961     |
| 71 | México         | Pedro Rodríguez       | 2        | 1963–1971                        | África do Sul 1967  | Bélgica 1970          |
| 71 | Suíça          | Jo Siffert            | 2        | 1962–1971                        | Grã-Bretanha 1968   | Áustria 1971          |
| 71 | Estados Unidos | Peter Revson          | 2        | 1972–1974                        | Grã-Bretanha 1973   | Canadá 1973           |
| 71 | França         | Patrick Depailler     | 2        | 1972, 1974–1980                  | Mônaco 1978         | Espanha 1979          |
| 71 | França         | Jean-Pierre Jabouille | 2        | 1974–1975, 1977–1981             | França 1979         | Áustria 1980          |
| 71 | França         | Patrick Tambay        | 2        | 1977–1986                        | Alemanha 1982       | San Marino 1983       |
| 71 | Itália         | Elio de Angelis       | 2        | 1979–1986                        | Áustria 1982        | San Marino 1985       |
| 82 | Estados Unidos | Johnnie Parsons       | 1        | 1950–1958                        | Estados Unidos 1950 | Estados Unidos 1950   |
| 82 | Estados Unidos | Lee Wallard           | 1        | 1950–1951                        | Estados Unidos 1951 | Estados Unidos 1951   |
| 82 | Itália         | Luigi Fagioli         | 1        | 1950–1951                        | França 1951         | França 1951           |
| 82 | Itália         | Piero Taruffi         | 1        | 1950–1956                        | Suíça 1952          | Suíça 1952            |
| 82 | Estados Unidos | Troy Ruttman          | 1        | 1950–1952, 1954, 1956–1958, 1960 | Estados Unidos 1952 | Estados Unidos 1952   |
| 82 | Estados Unidos | Bob Sweikert          | 1        | 1952–1956                        | Estados Unidos 1955 | Estados Unidos 1955   |
| 82 | Itália         | Luigi Musso           | 1        | 1954–1958                        | Argentina 1956      | Argentina 1956        |
| 82 | Estados Unidos | Pat Flaherty          | 1        | 1950–1959                        | Estados Unidos 1956 | Estados Unidos 1956   |
| 82 | Estados Unidos | Sam Hanks             | 1        | 1950–1957                        | Estados Unidos 1957 | Estados Unidos 1957   |
| 82 | Estados Unidos | Jimmy Bryan           | 1        | 1952–1960                        | Estados Unidos 1958 | Estados Unidos 1958   |
| 82 | Estados Unidos | Rodger Ward           | 1        | 1951–1960, 1963                  | Estados Unidos 1959 | Estados Unidos 1959   |
| 82 | Suécia         | Joakim Bonnier        | 1        | 1956–1971                        | Países Baixos 1959  | Países Baixos 1959    |
| 82 | Estados Unidos | Jim Rathmann          | 1        | 1950, 1952–1960                  | Estados Unidos 1960 | Estados Unidos 1960   |
| 82 | Itália         | Giancarlo Baghetti    | 1        | 1961–1967                        | França 1961         | França 1961           |
| 82 | Reino Unido    | Innes Ireland         | 1        | 1959–1966                        | Estados Unidos 1961 | Estados Unidos 1961   |
| 82 | Itália         | Lorenzo Bandini       | 1        | 1961–1967                        | Áustria 1964        | Áustria 1964          |
| 82 | Estados Unidos | Richie Ginther        | 1        | 1960–1967                        | México 1965         | México 1965           |
| 82 | Itália         | Ludovico Scarfiotti   | 1        | 1963–1968                        | Itália 1966         | Itália 1966           |
| 82 | Reino Unido    | Peter Gethin          | 1        | 1970–1974                        | Itália 1971         | Itália 1971           |
| 82 | França         | François Cévert       | 1        | 1970–1973                        | Estados Unidos 1971 | Estados Unidos 1971   |
| 82 | França         | Jean-Pierre Beltoise  | 1        | 1967–1974                        | Mônaco 1972         | Mônaco 1972           |
| 82 | Brasil         | José Carlos Pace      | 1        | 1972–1977                        | Brasil 1975         | Brasil 1975           |
| 82 | Alemanha       | Jochen Mass           | 1        | 1973–1982                        | Espanha 1975        | Espanha 1975          |
| 82 | Itália         | Vittorio Brambilla    | 1        | 1974–1980                        | Áustria 1975        | Áustria 1975          |
| 82 | Suécia         | Gunnar Nilsson        | 1        | 1976–1977                        | Bélgica 1977        | Bélgica 1977          |
| 82 | Itália         | Alessandro Nannini    | 1        | 1986–1990                        | Japão 1989          | Japão 1989            |
| 82 | França         | Jean Alesi            | 1        | 1989–2001                        | Canadá 1995         | Canadá 1995           |
| 82 | França         | Olivier Panis         | 1        | 1994–1999, 2001–2004             | Mônaco 1996         | Mônaco 1996           |
| 82 | Itália         | Jarno Trulli          | 1        | 1997–2011                        | Mônaco 2004         | Mônaco 2004           |
| 82 | Polônia        | Robert Kubica         | 1        | 2006–2010, 2019, 2021            | Canadá 2008         | Canadá 2008           |
| 82 | Finlândia      | Heikki Kovalainen     | 1        | 2007–2013                        | Hungria 2008        | Hungria 2008          |
| 82 | Venezuela      | Pastor Maldonado      | 1        | 2011–2015                        | Espanha 2012        | Espanha 2012          |
| 82 | França         | Pierre Gasly          | 1        | 2017–presente                    | Itália 2020         | Itália 2020           |
| 82 | França         | Esteban Ocon          | 1        | 2016–2018, 2020–presente         | Hungria 2021        | Hungria 2021          |

## Por nacionalidade
| #  | País           | Vitórias | Pilotos |
| -- | -------------- | -------- | ------- |
| 1  | Reino Unido    | 322      | 21      |
| 2  | Alemanha       | 179      | 7       |
| 3  | Brasil         | 101      | 6       |
| 4  | França         | 81       | 14      |
| 5  | Países Baixos  | 65       | 1       |
| 6  | Finlândia      | 57       | 5       |
| 7  | Austrália      | 51       | 5       |
| 8  | Itália         | 43       | 15      |
| 9  | Áustria        | 41       | 3       |
| 10 | Argentina      | 38       | 3       |
| 11 | Espanha        | 36       | 2       |
| 12 | Estados Unidos | 33       | 15      |
| 13 | Canadá         | 17       | 2       |
| 14 | Nova Zelândia  | 12       | 2       |
| 14 | Suécia         | 12       | 3       |
| 16 | Bélgica        | 11       | 2       |
| 17 | África do Sul  | 10       | 1       |
| 18 | México         | 8        | 2       |
| 18 | Mônaco         | 8        | 1       |
| 20 | Suíça          | 7        | 2       |
| 20 | Colômbia       | 7        | 1       |
| 23 | Polônia        | 1        | 1       |
| 23 | Venezuela      | 1        | 1       |